# Francesco Borromini
Francesco Castelli, llamado Francesco Borromini (Bissone, actualmente en el Cantón del Tesino, Suiza, 25 de septiembre de 1599 - Roma, 3 de agosto de 1667) fue un arquitecto italiano, considerado uno de los máximos exponentes del barroco romano.

## Biografía

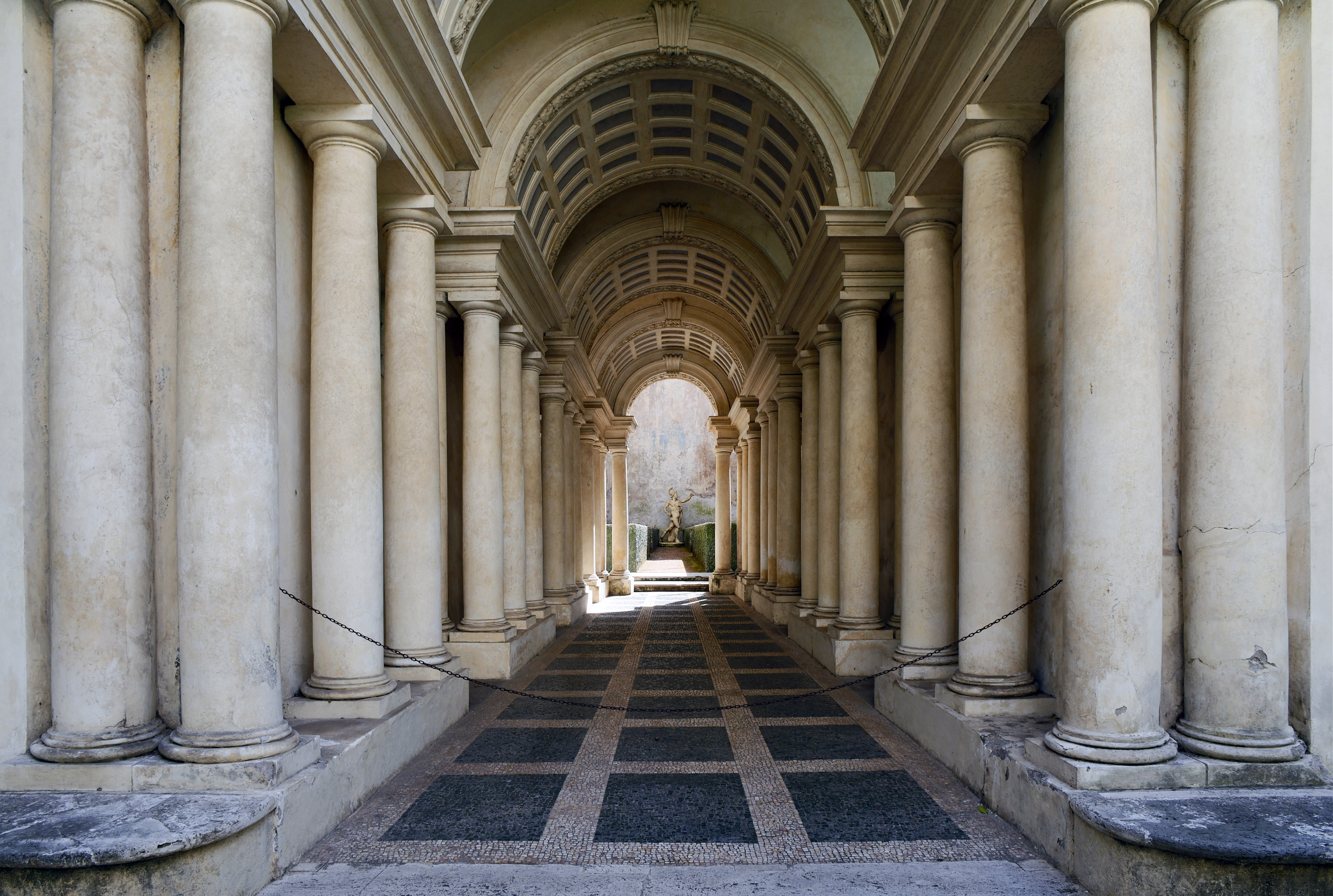
Trampantojo Francesco Borromini en el patio del Palacio Spada de Roma. El pasillo es mucho más corto y la escultura mucho menor de lo que parecen.

Nació en el pueblo de Bissone, actualmente situado en el Cantón del Tesino (Suiza), hijo del cantero Giovanni Domenico Castelli y de Anastasia Garovo.
Inició su carrera ayudando en la cantera a su padre, pero pronto se trasladó a Milán para estudiar y perfeccionarse. Allí se lo empezó a llamar con el sobrenombre de Bessone, en alusión a su pueblo natal, ubicado cerca de Lugano, en la región de lengua italiana de Suiza. Francesco trabajó en las obras del "duomo", la catedral de Milán.
En 1619 llega a Roma, donde cambia su apellido de Castelli a Borromini, y comienza a trabajar para su pariente lejano, Carlo Maderno en las obras de la Basílica de San Pedro. A la muerte de Maderno en 1629 se une al equipo de Gian Lorenzo Bernini en los trabajos de ampliación y refacción de la fachada del Palacio Barberini.
Borromini trabaja allí como asistente de Bernini, pero luego de unos pocos años se produce entre ambos una enemistad que duraría toda la vida.
Durante el pontificado de Inocencio X (1644-1655) , gana la confianza del Papa, lo que le permite desplazar a su eterno rival en el puesto de arquitecto principal de Roma. Sin embargo, con el siguiente Papa, Alejandro VII (1655-1667) nuevamente renace la estrella de Bernini, acrecentando el enfrentamiento entre ambos arquitectos. A partir de allí Borromini se dedica a completar los interiores de la iglesia de Sant'Ivo alla Sapienza, de la actual Universidad romana, y a los trabajos en San Juan de Letrán. Adicionalmente, completa el basamento de la fachada de su primera obra independiente, la iglesia de San Carlo alle Quattro Fontane en el Quirinal. La galería de Borromini en el Palazzo Spada juega con la perspectiva de tal manera que se va encogiendo, lo que la hace parecer más larga de lo que es.

### Carácter
La genialidad siempre conlleva caracteres distintivos, circunstancia acentuada en este caso por el trágico final del artista. Así como Leonardo y Miguel Ángel han quedado grabados en la historia como hombres del Renacimiento, Borromini puede ser definido sin lugar a dudas como un hombre del Barroco.
Todos estos grandes artistas mostraron una motivación común por la investigación y la innovación, y plasmaron su búsqueda en infinidad de bosquejos y borradores. Borromini dejó a la posteridad su obra teórica "Opus Arquitectonicum", pero buena parte de sus escritos fueron destruidos por él mismo antes de su muerte.
Tenía reputación de honesto y poco interesado en las riquezas materiales, aunque posiblemente, como todo artista, sintiera necesidad de otras formas de reconocimiento. Daba especial relevancia a la plena libertad de diseño, negándose a "copiar" características u elementos estilísticos en sus proyectos, y llegando al extremo de resignar toda remuneración a cambio de tal libertad expresiva. Religioso practicante y devoto, transcurría su vida laica con votos de pobreza.
Se dice que su carácter era huraño y solitario, aunque cultivó amistad con el cardenal Spada, el marqués de Castel Rodrigo y el pintor Nicolas Poussin. Su final, con un suicidio similar al de Catón el Joven, arrojándose sobre su propia espada, hicieron que la posteridad acentuara su estoicismo, que en vida demostró mediante una rigurosa carrera profesional. Posiblemente esta característica fue la que le granjeó enemistades y pérdida de encargos en una época donde el respeto por el ordenamiento clásico limitaba en gran medida la innovación artística.

### Últimos días

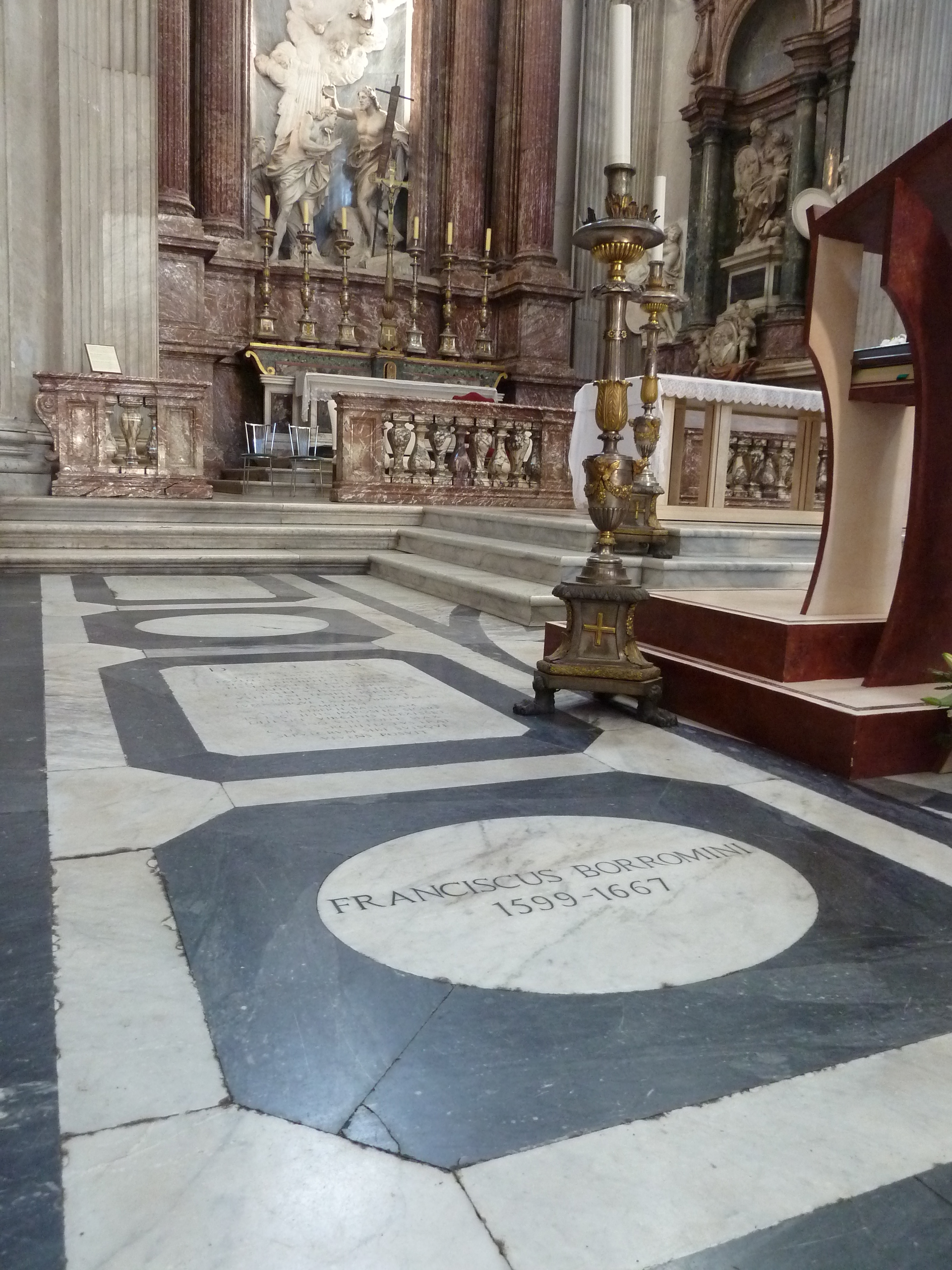
Lápida de Borromini, bajo la de Carlo Maderno.

Los últimos días de Borromini lo muestran inmerso en una profunda depresión, fruto de desaires tardíos, posiblemente alguna enfermedad no diagnosticada, y un incremento en el carácter melancólico que lo acompañó toda su vida. Martin Raspe recuerda los principales acontecimientos de sus últimos días:
- 1 de julio de 1667: se toma la decisión de encargar la tumba de Alejandro VII a Bernini.
- 22 de julio: desde esta fecha Borromini se siente enfermo y no vuelve a salir de su casa. Entrega un testamento para su guarda al notario Olimpio Ricci.
- 24 de julio: recibe la noticia de la repentina muerte de Fioravante Martinelli.
- 24 de julio: sale a San Juan de Letrán para asistir al jubileo (entronización de Clemente IX)
- 29 de julio: Borromini requiere al notario la devolución de su testamento, que posteriormente se pierde.
- 30 de julio: Borromini quema sus escritos y diseños.
- 1 de agosto: recibe a su sobrino Bernardo. A la noche comienza a escribir un nuevo testamento.
- 2 de agosto: al amanecer tiene una pelea con su sirviente, Francesco Massari, por causa de una luz para escribir sus notas, y se arroja contra su propia espada, resultando malherido. Dicta su testamento en favor de su sobrino Bernardo, con la condición que contraiga matrimonio con la nieta de Carlo Maderno.
- 3 de agosto: Borromini muere en su lecho alrededor de las 22.00.

Extractos de sus escritos posiblemente del día 2 de agosto, luego de producido el incidente mortal, presentan el hecho casi como un accidente:

Me he sentido muy afectado por esto desde alrededor de las ocho de esta mañana y te contaré qué sucedió.Me había estado sintiendo enfermo desde el banquete de Magdalena (el 22 de julio) y no había salido a causa de mi enfermedad excepto el sábado y domingo en que fui a San Giovanni (dei Fiorentini) para el jubileo. Ayer por la noche, vino a mí la idea de hacer mi voluntad y exteriorizarla por mi propia mano. Así que comencé a escribirte después de la cena, y escribí con el lápiz hasta cerca de las tres de la mañana. Messer Francesco Massari, mi criado joven, quien duerme en la puerta siguiente de mis aposentos ya se había ido a la cama. Viendo que seguía inmóvil escribiendo y no había apagado la luz, me llamó diciendo: -"Signor Cavaliere, debe Ud. apagar la luz e ir a dormir porque ya es muy tarde y el médico quiere que descanse". Contesté que tendría que encender otra vez la lámpara al despertar, y me dijo -"Apáguela, porque la encenderé cuando despierte". Así que paré de escribir, alejé de mí el papel, apagué la lámpara y me fui  a dormir. Cerca de las cinco o seis de la madrugada desperté y llamé a Francisco para pedirle que encendiera la lámpara. Como se negó dado que no había dormido suficiente, me puse impaciente y pensé como hacerme algún daño corporal. Permanecí en este estado hasta cerca de las ocho, cuando recordé que tenía una espada en el respaldo de la cama, colgada entre las velas consagradas, y en mi impaciencia por tener una luz tomé la espada, que cayó de punta junto a mi cama. Caí sobre ella con tal fuerza que terminé atravesado en el piso. Debido a mi herida comencé a gritar, con lo que Francesco entró rápidamente al cuarto, abrió la ventana, y al verme herido, llamó a otros que me ayudaron a recostarme en la cama y quitarme la espada. Así es como resulté herido.
"Borromini, de Sir Anthony Blunt, libro biográfico

Está enterrado en un lugar semi-oculto en la iglesia de San Juan de los Florentinos en Roma.

## Lenguaje arquitectónico
La obra de Borromini resulta muy original, sin precedentes claros salvo la influencia parcial de Miguel Ángel, a quien el arquitecto admiraba.Entre los principales elementos y criterios arquitectónicos utilizados en su obra, cabe destacar:
1. Orden gigante, utilizado en forma complementaria y alternada.
2. Planta central, que sería una tendencia distintiva de las iglesias barrocas
3. Dinamismo espacial
4. Uso de la luz
5. Incorporación de la escultura
6. Materiales simples y económicos
7. Esquema geométrico modular, superando al módulo aritmético de la arquitectura clásica.
8. Cambio de geometría en las trazas de plantas según su altura.

## Obras

### San Carlo alle Quattro Fontane

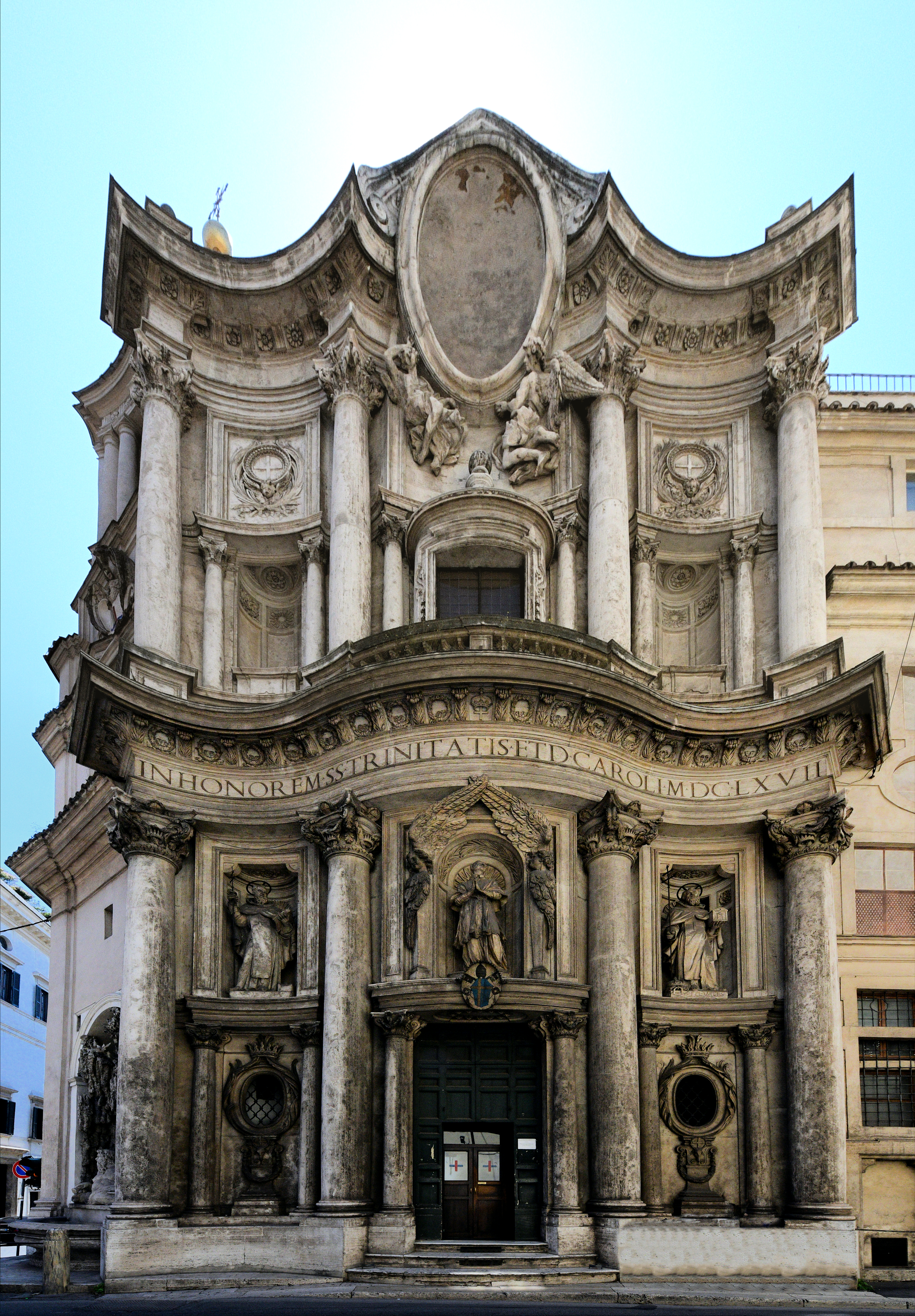
Fachada de San Carlo alle Quattro Fontane.

Entre 1634 y 1637 su primer encargo independiente fue la reconstrucción de la iglesia de San Carlo alle Quattro Fontane, también llamada San Carlino. La fachada se terminaría mucho más tarde, al fin de su carrera, incrementando el valor arquitectónico de la obra. La iglesia está dedicada a San Carlos Borromeo y se la considera una obra maestra del barroco. 
Borromini evitó la linealidad del clasicismo y eligió un esquema oval, que representara la cosmovisión de ese entonces, en lugar de la más simple forma circular, utilizada en el Renacimiento, bajo una cúpula también oval estructurada mediante un sistema de cruces y octógonos que se van reduciendo hasta la linterna superior, fuente de toda la luminosidad del oscuro interior El edificio es pequeño, ya que la fachada entera podría caber en uno de los pilares de la Basílica de San Pedro.
La forma oval de la nave se ve articulada y disuelta en un ritmo de convexidades y concavidades que muestran una de las cumbres de los interiores barrocos, tal como lo describen Trachtenberg y Hyman:
"Diseñó los muros en ondas entrantes y salientes , como si no fueran de piedra sino de un material flexible puesto en movimiento por un espacio energético, arrastrando consigo las profundas tablaturas, cornisas, molduras y frontones"
Lo intrincado de su geometría es mucho más osada y menos recargada en decoraciones figurativas que la iglesia de Sant'Andrea al Quirinale, obra de Bernini ubicada a pocos metros sobre la misma calle. 
La obra de Bernini, cuya construcción se inició algunos años después, presenta un drama escultórico incrustado en la arquitectura. San Carlo, en cambio, ofrece una dramatización del espacio a través de la racionalidad y la geometría.
Los elementos ondulados de la fachada (1662-1667), unidos por una cornisa serpenteante y esculpidos con nichos, son así mismo piezas maestras que influirían con fuerza en la arquitectura de Nápoles y en el barroco siciliano.

### Santa Inés en Agonía
En Santa Inés en Agonía, Borromini revirtió la planta original de Girolamo Rainaldi (y su hijo Carlo Rainaldi), comenzada en 1652 en el lugar en que santa Inés fue martirizada en el circo de Flavio Doniciano, convertida luego en la Plaza Navona. Su acceso principal en la Via si Santa Maria dell'Anima. La fachada se expandió para incluir partes del lindante Palazzo Pamphilii, ganando espacio para los dos campanarios.
Borromini perdió el encargo antes de completarlo, debido a la muerte del papa Inocencio X en 1655. El nuevo papa, Alejandro VII, y el príncipe Camilio Phampilii volvieron a llamar a Rainaldi, pero este no hizo grandes cambios y la iglesia todavía es considerada como una expresión notable de los conceptos de Borromini.

### Sant' Ivo alla Sapienza

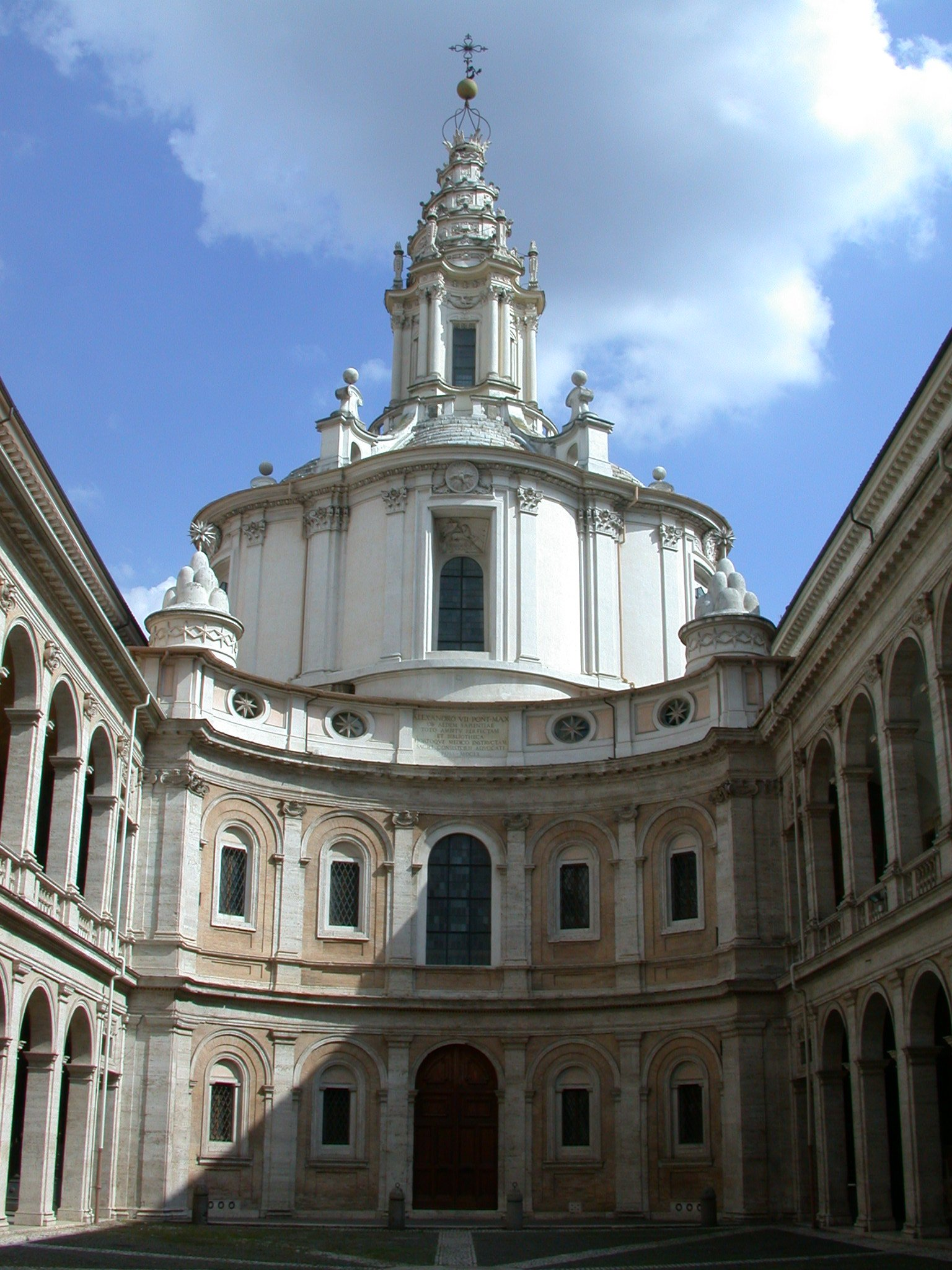
Sant'Ivo alla Sapienza, acceso y fachada.

Entre 1640 y 1650 Borromini trabajó en el diseño de la iglesia de Sant'Ivo alla Sapienza y sus jardines, cerca del palacio de la Universidad de Roma La Sapienza . Inicialmente había sido la iglesia del gimnasio romano. Borromini fue recomendado para el trabajo en 1632, por el después supervisor de las obras del Palazzo Barberini, Gian Lorenzo Bernini. El edificio, como muchos en la estrecha Roma, es modificado por las perspectivas exteriores; fue construido al extremo del largo patio diseñado por Giacomo della Porta.
La cúpula y la torre coclear son peculiares y reflejan la idiosincrasia de los motivos arquitectónicos que distinguieron a Borromoni de sus contemporáneos. El interior presenta una nave de inusual planta centralizada, en la que se alternan cornisas cóncavas y convexas, ascendiendo a una cúpula decorada con una matriz lineal de estrellas y puttis. La estructura muestra un esquema de estrella de seis puntas. Desde el centro del piso las cornisas asemejan dos triángulos equiláteros que forman un hexágono, aunque tres de las puntas tienen forma de trébol, mientras que las restantes terminan en concavidades.

Geometría de la cúpula

Las columnas interiores se distribuyen sobre puntos de un círculo. La fusión entre los excesos febriles y dinámicos del barroco y la geometría racionalista constituyen un logro excelente para una iglesia perteneciente a una institución papal de altos estudios.

### Oratorio de San Felipe Neri (Oratorio dei Fillipini)
La congregación de los filipinos tenía ya una de las iglesias mejor decoradas de Roma, y la orden, muy adepta a la expresión piadosa a través de la música, pensó construir un oratorio que incluía aposentos al lado de la iglesia de Santa Maria in Vallicella (Chiesa nuova), ubicada en pleno centro de Roma.
Borromini fue uno de los postulantes para la construcción del proyecto, entre los que se contaba a Paolo Maruscelli. Resultó empleado para el trabajo durante trece años que incluyeron varios períodos conflictivos. Para 1640 el oratorio estaba en uso, y en 1643 se completó la biblioteca. La llamativa fachada cercana a la entrada de la iglesia tiene poca semejanza con las estructuras interiores. Dentro del oratorio el espacio se articula mediante semicolumnas.

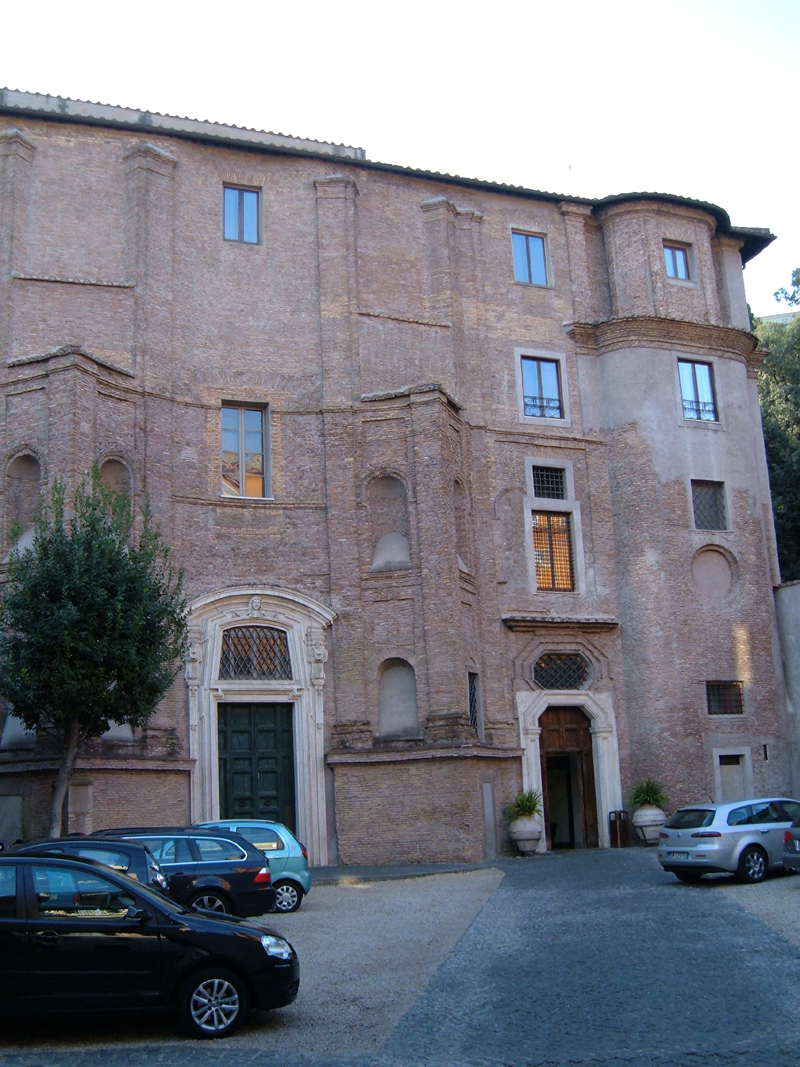
Fachada dehttps://en.wikipedia.org/wiki/Santa_Maria_dei_Sette_Dolori,_Rome en el Trastévere, Roma

### Santa Maria dei Sette Dolori
Santa Maria dei Sette Dolori es una iglesia barroca en Roma construida adjunta a un convento en el rione de Trastevere, ubicado en Via Garibaldi, cerca de la intersección con Via dei Panieri.
La construcción de la iglesia se inició en 1643 con planos de Francesco Borromini,[1] anexa a un convento agustino que fue fundado por Camilla-Virginia Savelli Farnese, duquesa de Latera. Sin embargo, cuando la fortuna de la Casa de Farnese declinó, también lo hizo la financiación de la iglesia, y en 1655 se detuvo el trabajo. El convento pasó por una serie de tribulaciones durante el siglo XIX, sin embargo, no fue desconsagrado en 1873, como muchos otros monasterios. Desde entonces, el convento ha disminuido lentamente y la mayor parte del convento es ahora el Hotel Donna Camilla Savelli. La Diócesis actualmente enumera la iglesia al cuidado de las pocas monjas restantes de la orden de Suore Oblate del Santo Bambino Gesù. El monasterio también sirvió como lugar para esconder a los judíos de las autoridades fascistas activas en el Holocausto durante la Segunda Guerra Mundial.

La fachada de la iglesia permanece en ladrillo, desprovista de decoración. Es muy interesante su cambio de traza horizontal en altura. El acceso a la iglesia se configura en un tramo cóncavo que se transforma en recta en el alero de cubierta. Tiene un ritmo de ventanas extraño y afortunado que afirma la idiosincrasia barroca de Borromini. El interior todavía contiene algunas de las decoraciones escultóricas de mármol más un San Agustín y el Misterio de la Trinidad de Carlo Maratta y un lienzo de Marco Benefial.

## Influencia

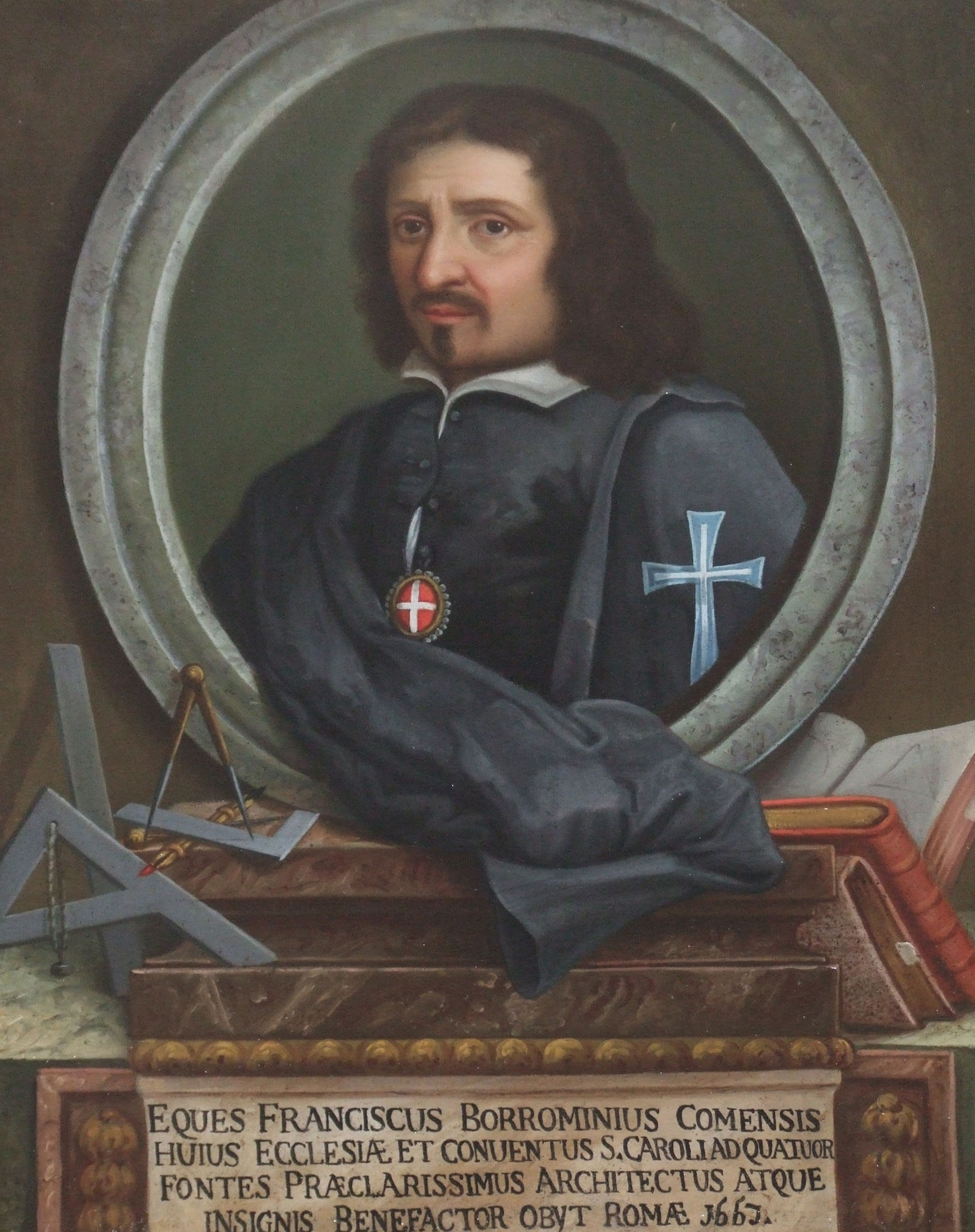
El retrato de Borromini en la sacristía de San Carlo alle Quattro Fontane.

Borromini fue una importante influencia para el arquitecto piemontés Guarino Guarini y sus sucesores.
En 2013 el compositor inglés Peter Maxwell Davies compuso su Sinfonía n°10 ("Alla ricerca di Borromini"), la cual describe la vida y muerte de Borromini y su rivalidad con Gian Lorenzo Bernini.

## Comentarios sobre Borromini y su obra
Maderno, junto con Borromini y Carlo Fontana eran los líderes de una banda de artistas que conspiraron para sacar a la arquitectura de su tranquilo reposo (...), que sustituyeron por una turbulenta movilidad.
Karl Baedecker, 1883 en "Guía de Italia central"

Era usual verlo de humor melancólico o, como decían algunos de sus allegados, hipocondríaco, a causa de lo cual se enfermaba realmente, sumado a la continua especulación sobre las cosas de su arte, con el tiempo esta tendencia se profundizó y se convirtió en una actitud permanente, de tal forma que huía de las conversaciones para estar en soledad , ocupado solamente en el giro continuo de pensamientos turbulentos.
Filippo Baldinucci, historiador del arte (1624-1696)

## Principales proyectos
La siguiente es una lista cronológica de las obras en las que participó Borromini como proyectista, ya sea en forma independiente o en colaboración con otros arquitectos:
- 1622 - Sant'Andrea della Valle, Roma.
- 1629-1631 - Palazzo Barberini, Roma.
- 1631-1633 - Baldaquino de San Pedro, Ciudad del Vaticano. Brindó asesoría técnica a su posterior antagonista, Gian Lorenzo Bernini.[13]
- 1637 - Oratorio de San Felipe Neri, Roma.
- 1638-1641 - San Carlo alle Quattro Fontane, Roma.
- 1642-1660 - Sant'Ivo alla Sapienza, Roma.
- 1645-1650 - Palacio Pamphili, Roma.
- 1646-1667 - Colegio de Propaganda Fide, Roma.
- 1647-1650 - San Juan de Letrán (reconstrucción), Roma.
- 1652 - Santa Inés en Agonía, Roma.
- 1653-1665 - Sant'Andrea delle Fratte (exterior), Roma.
- 1659-1661 - Biblioteca Alessandrina en Sant'Ivo della Sapienza, Roma.
- 1662-1664 - Capilla de los Reyes Magos en el Colegio de Propaganda Fide, Roma.